# Kelsie Payne
Kelsie Payne (* 29. November 1995 in Austin, Texas) ist eine US-amerikanische Volleyballspielerin.

## Karriere
Payne begann ihre Karriere an der John B. Connally High School in Austin. Von 2014 bis 2017 studierte sie an der University of Kansas und spielte in der Universitätsmannschaft Jayhawks. Im Juli 2016 gewann sie mit der US-Nationalmannschaft beim Pan American Cup in Santo Domingo die Bronzemedaille. In der Saison 2018/19 spielte die Diagonalangreiferin in Brasilien für EC Pinheiros. 2019 wechselte sie zum Schweizer Erstligisten VC Kanti Schaffhausen. 2020 sollte sie zunächst zum deutschen Bundesligisten SSC Palmberg Schwerin wechseln, spielte dann aber für zwei Jahre in Südkorea bei Gyeongbuk Gimcheon Hi-pass. Seit 2022 ist sie in der Türkei bei SigortaShop Kadın VK aktiv.